# Фелд
Фелд е област с местно самоуправление със статут на район в Ланкашър, Англия. Той покрива част от равнината Фелд, на която е кръстен. Административният център на района е Сейнт Анс. Някои местни отдели са се намирали в Уешам, но през 2007 са трансферирани към ръководството на NHS North Lancashire Primary Care Trust и заменени от нови жилищни построики.
Район Фелд е създаден с Local Government Act 1972 на 1 април 1974 чрез сливане на районите Лидъм Сейнт Анс, район Къркъм и провинциалния район на Фелд. Граничи с район Блакпул, район Престън, Южен Рибъл, Западен Ланкашър, Уайър.